# Newfoundland and Labrador Route 436
Newfoundland and Labrador Route 436, afgekort Route 436 of NL-436, is een 29 km lange provinciale weg van de Canadese provincie Newfoundland en Labrador. De weg bevindt zich in het uiterste noorden van het Great Northern Peninsula van het eiland Newfoundland en leidt naar de werelderfgoedsite L'Anse aux Meadows. 

## Traject
Route 436 begint als afsplitsing van provinciale route 430, de belangrijkste verkeersader van het Great Northern Peninsula. Na 3,5 km is er een splitsing met provinciale route 437 in een voorts afgelegen gebied. Na 14 km in noordoostelijke richting te gaan, arriveert de weg in St. Lunaire, de hoofdplaats van de gemeente St. Lunaire-Griquet. Daarna keert de weg naar het noorden toe en worden achtereenvolgens ook Griquet en Gunners Cove, de twee andere plaatsen in die gemeente, aangedaan door de provincieweg.
Twee kilometer voorbij Gunners Cove is er een afslag richting Quirpon, waarna Route 436 achtereenvolgens de gehuchten Noddy Bay, Straitsview en Hay Cove passeert. Na 29 km vindt de weg zijn eindpunt in het gehucht L'Anse aux Meadows. Kort voor dat eindpunt passeert de weg de gelijknamige archeologische site die tot werelderfgoed uitgeroepen is omdat het de enige Vikingnederzetting in Noord-Amerika (exclusief Groenland) is.